# 心中天網島 (映画)
『心中天網島』（しんじゅうてんのあみじま）は、1969年5月24日に公開された、表現社とATG製作の日本映画。監督は篠田正浩で、彼が自身のプロダクションである表現社とATGで製作した作品。近松門左衛門の人形浄瑠璃『心中天網島』の映画化で、脚本は富岡多恵子に加え篠田と音楽担当の武満徹の3人が担当。多くの映画音楽を担当した武満だが、脚本に参加したのはこれが唯一である。
主演の岩下が奪う女と奪われる女の二役を演じたほか、劇中に黒子がそのまま登場したり、粟津が担当した大きな字や浮世絵が描かれた壁や床のセットなど、様々な実験的な演出が行われており、浄瑠璃と歌舞伎の雰囲気を色濃く漂わせる作風となっている。
この年の第43回キネマ旬報ベスト・テン日本映画第1位にランクインされたほか、第24回毎日映画コンクール日本映画大賞などに選ばれた。

## あらすじ
紙屋の治兵衛は、妻子がありながら紀伊国屋の遊女小春と深い仲になり、仲を裂かれるなら共に死のうと心中の約束をしている。そんな小春の元に金持ちの太兵衛から身請け話が舞い込む。
ある日、頭巾を被った侍が客として小春を訪れ、心中をほのめかす小春に訳を尋ねると、「本当は死ぬのが怖い。治兵衛さんを諦めさせて」と懇願する。それを陰で聞いていた治兵衛は小春の本音を聞いたと早合点し、小春を脇差で刺そうとするが、侍に取り押さえられて治兵衛は格子戸に括り付けられてしまう。侍は治兵衛の兄の粉屋孫右衛門だった。
小春に入れ揚げ仕事に身の入らない弟を諫めようと訪れた孫右衛門は、小春から心中の誓紙を取り上げるが、その中に治兵衛の妻おさんからの手紙が入っていて真相を悟る。
それから数日して、治兵衛の元をおさんの母と孫右衛門が訪れ、小春の身請け話の噂について詰め寄るが、治兵衛は「身請けの噂は太兵衛のこと」と言って帰す。しかしその後、治兵衛は泣き伏し、それをおさんは未練の涙と解し、妻子への冷たい仕打ちと泣くが、治兵衛は悔し涙だという。
「もし他の客に身請けされようなら命を絶つ」という小春の覚悟を聞いたおさんは、「女同士の義理を立てて別れる」という小春の返事を既に受け取っていて、「それなら小春を死なせたら女の義理が立たん」と治兵衛に、太兵衛より先に身請けするよう勧める。
そして、あるだけの着物を質に入れ、小春の身請け金を準備しようとするが、そこにおさんの父・五左衛門が現れ、荷造りした着物で実情を悟り怒って無理やりおさんを連れ去る。
望みを失い心も虚ろな治兵衛は小春に会いに行く。小春はおさんから「夫の命を助けて」の文をもらい、その辛さを思って別れる決心をしたと話し、治兵衛も事のいきさつを話して、二人で何にも縛られない世界に行こうと決意する。
そして夜明け間近、二人は俗世との縁を断つため髪を切り、義理立て不要と念じながら、治兵衛は河原で小春の喉首を刺し、自らは堤の鳥居で首を吊り、二人は心中を遂げた。

## キャスト
- 紙屋治兵衛：中村吉右衛門（東宝）
- おさん / 小春：岩下志麻（二役）
- 叔母：河原崎しず江
- お杉：左時枝
- 河庄の女将：日高澄子
- 孫右衛門：滝田裕介
- 太兵衛：小松方正
- 煮売屋の主人：陶隆
- 心中した男：中村吉三
- 客：牧田正嗣
- 三五郎：赤塚真人
- お玉：上原運子
- 堪太郎：土屋晋次
- お末：戸沢香織
- 黒子たち / 遊女たち：天井桟敷
- 五左衛門：加藤嘉
- 伝兵衛：藤原釜足
- 黒子の頭：浜村純

## スタッフ
- 監督：篠田正浩
- 製作：中島正幸、篠田正浩
- 原作：近松門左衛門
- 脚色：富岡多恵子、武満徹、篠田正浩
- 音楽：武満徹
- 撮影監督：成島東一郎
- 美術：粟津潔
- 録音：西崎英雄
- 助監督：小栗康平